# A Pain That I'm Used To
«A Pain That I'm Used To» — другий сингл з альбому «Playing the Angel» групи Depeche Mode, що вийшов 12 грудня 2005.

## Огляд
Сингл містить ремікси від товаришів Depeche Mode Goldfrapp і Jacques Lu Cont. Існують дві радіоверсії пісні: перша є реміксом, а друга відрізняється більш електронним звучанням.
Спочатку пісня «Better Days» мала стати бі-сайдом до синглу. Але практично перед самим релізом в трек лист внесли пісню «Newborn», а «Better Days» стала бі-сайдом до наступного синглу групи «Suffer Well». «Newborn» — повільна, лірична пісня, що переходить до приспіву у жорсткішу. З-поміж бі-сайдів ця пісня є дуже популярною у фанатів Depeche Mode.
Сингл був випущений на фізичних носіях у Великій Британії і Європі . У США відбувся реліз тільки ITunes-версії. Пісня досягла 15-го місця у британському чарті. У США пісня дебютувала на 45-му місці в Hot Dance Music/Club Play, але через деякий час піднялася до 6-го.
Кліп зняв режисер Уве Флед, який до цього зняв кліп до пісні «Precious». У відео учасники Depeche Mode, а також концертний член групи барабанщик Крістіан Айгнер грають на невеликій сцені під час автогонки. Відеокліп відрізняється більшою динамічністю, на відміну від попереднього кліпу на пісню «Precious».